# Hubert Mehler
Hubert Mehler (* 1934 in Mannheim) war von 1987 bis 1994 Präsident des Bayerischen Landesamts für Verfassungsschutz.

## Leben
Mehler legte 1954 das Abitur am Karl-Friedrich-Gymnasium in Mannheim ab und studierte danach Jura in Heidelberg und München. 1958 absolvierte er dort die erste, 1963 die zweite Staatsexamensprüfung. Anschließend trat er in München in den Justizdienst ein und arbeitete dort als Staatsanwalt, Landgerichtsrat und Erster Staatsanwalt. Am 1. Januar 1971 wurde er Leiter der Ermittlungsabteilung des Bayerischen Landeskriminalamts, im August 1974 dessen stellvertretender Präsident und Leiter von dessen Zentralabteilung.
Ab 1. Dezember 1979 war Mehler Leiter des Polizeipräsidiums Oberfranken und bemühte sich in dieser Eigenschaft insbesondere um die Erhöhung der Verkehrssicherheit und die Verhinderung schwerer Motorradunfälle. Vom 15. Juli 1987 bis zum 28. Februar 1994 war er Präsident des Bayerischen Landesamts für Verfassungsschutz.  Im Jahre 2000 wurde bekannt, dass er 1990 mehrere von Ex-Stasi-Mitarbeitern angebotene geheime Stasi-Akten über Franz Josef Strauß angekauft und vernichtet haben soll. Mehler soll dies damit begründet haben, dass die Inhalte der Dossiers das Ansehen des verstorbenen Strauß und kommende Wahlkämpfe gefährdet hätten.

## Ehrungen
- 1990: Bundesverdienstkreuz am Bande
- 1994: Bundesverdienstkreuz Erster Klasse